# 松山美雪
松山 美雪（まつやま みゆき、1972年12月19日 - ）は、日本の女優。福井県出身。身長167cm、血液型はA型。以前は夢工房に所属していた。

## 出演

### 映画
- 大怪獣東京に現わる

### Vシネマ
- レオナ（2000年）
- くノ一忍法伝　妖獣雷光　～女陰薄愛抄～（2003年）
- 極道の紋章 外伝（2014年） - 八神の妻 役

### テレビドラマ
- LIAR GAME Season 2
- わたしが子どもだったころ (2009年、NHK)　-  押井守の母 役
- 仮面ライダーオーズ/OOO（2010年、テレビ朝日） - 女性編集者 役
- 臨場 続章 第10・11話（2010年、テレビ朝日） - 川口刑事 役
- 土曜ワイド劇場
  - 西村京太郎トラベルミステリー55「寝台特急カシオペア殺人事件」 - クラブのママ・朱美 役
  - ゴーストライターの殺人取材1
- 水曜ミステリー9
  - 街占師 北白川晶子の事件占い2 - 月島中央病院 看護師 役
  - 嘘の証明 犯罪心理分析官・梶原圭子2 - 弥生の主婦仲間 役

- 幽かな彼女 第1話（2013年、関西テレビ） - 相田史江 役
- クロユリ団地〜序章〜 第5・6話（2013年、TBS） - 山崎久美子 役

### 舞台
- 紅
- ヴィトーコルレオーネ
- クリスマスボックス
- 朝に死す
- 夏の夜の夢
- 海抜3200メートル

### CM
- 日本ユニコム
- ハーバー化粧品